# Млађи водник
Млађи водник је у Војсци Србије највиши војнички чин за професионалне војнике, а трећи чин за питомце/кадете војних академија и школе за резервне официре. Осим у Копненој војсци и Ваздухопловству и противваздушној одбрани користи се и у Речној флотили Војске Србије. У српској и југословенској војсци као и у многим армијама света најближи војнички чин који би одговарао чину млађег водника био би чин каплара.
На просторима бивше Југославије није постојао све до 1. маја 1943. године када је уведен у НОВ и ПОЈ као други подофицирски чин. До 1955. године у Југословенској народној армији био је подофицирски чин, да би касније био сврстан у војничке чинове и као такав коришћен је и у Војсци Југославије и Војсци Србије и Црне Горе.
Израз млађи водник односи се на подофицира постављеног изнад чина каплара, и полицајца непосредно испод поручника у САД, а испод инспектора у Великој Британији. У већини армија чин млађег водника одговара команди одреда (или одељења). У армијама Комонвелта, то је виши чин, који отприлике одговара другом командиру вода. У Армији Сједињених Држава, наредник је млађи чин који одговара вођи одељења (12 људи) или вода (36 људи).

## Тренутне адаптације
У већини неморнаричких војних или паравојних организација, различити нивои наредника су подофицири који се рангирају изнад редова и каплара, а испод заставника и официра. Одговорности наредника се разликују од армије до армије. Обично постоји неколико чинова наредника, од којих сваки одговара већем искуству и одговорности за свакодневни живот војника већих јединица. У полицијским снагама, наредници су обично вође тимова задужени за читав тим полицајаца до виших полицајаца у великим станицама, до оних који су надлежни за секторе што укључује неколико полицијских станица. У сеоским подручјима, наредници су често задужени за целу станицу и њен састав. Виши водници су обично у специјалистичким областима и задужени су за нареднике и стога делују као средњи менаџмент.

### Аустралија
Наредник је чин у Аустралијској војсци и у Аустралијском краљевском ваздухопловству. Ти чинови су међусобно еквивалентни и са чином нижег официра Краљевске аустралијске морнарице.
Иако су ознаке чина летачког наредника RAAF-а и чина штабног наредника аустралијске војске идентичне, летачки наредник заправо надмашује чин наредника у класификацији еквивалентности чина. Чин штабног наредника аустралијске војске сада је технолошки вишак и више се не додељује, јер је ван еквиваленције чина, а следећи промотивни чин је други официр класе. Од начелника подофицира и летачког наредника се не тражи да ословљавају официра друге класе са „сер“ у складу са Правилима одбрамбених снага Аустралије из 1952. године (Правило 8).

### Бангладеш
Армија

Млађи водник

Бангладешке армије
Млађи водник је подофицирски чин у Бангладешкој армији, који се налази између главног наредника и десетара.

Ваздухопловство

Млађи водник

Бангладешког ваздухопловства
Млађи водник је подофицирски чин у Бангладешким ваздухопловним снагама, који се налази између заставника и десетара.
Полиција
Млађи водник Бангладешке полиције
Млађи водник је подређени официрски чин у Бангладешкој полицији, који се налази између помоћника под-инспектора (ASI) и под-инспектора (SI).

### Канада

#### Армија и ваздухопловство
Наредник (фр. sergent или sgt) је подофицирски чин војске или ваздушних снага Канадских оружаних снага. Његов поморски еквивалент је подофицир 2. класе (француски: maître de 2e classe). Он је виши од именовања каплара и његовог еквивалентног поморског именовања, морнара и млађи је од заставника и његовог поморског еквивалента, подофицира прве класе. Млађи водници и подофицири 2. класе једини су старији подофицири у Канадским оружаним снагама, попут WO, MWO и CWO официра, а не виши подофицири у складу са Краљичиним прописима и наредбама, Том 1, члан 102 „Дефиниције”.
У јединицама војске, млађи водници обично служе као команданти одсека. Они често могу бити позвани да попуне места на којима обично бораве официри, као што су налози за водове или трупе, водник интендантуре чете, главни службеник итд.

## Галерија
- Млађи водник
НОВЈ и ЈА
(1943—1947)
- Млађи водник
ЈА
(1943—1947)
- Млађи водник
ЈНА, ВЈ и ВСЦГ
(1951—2006)
- Млађи водник
милиције ФНРЈ
(1946—1953)
- Млађи водник
полиције Србије
(1992—2002)